# Maximilian von Heyl

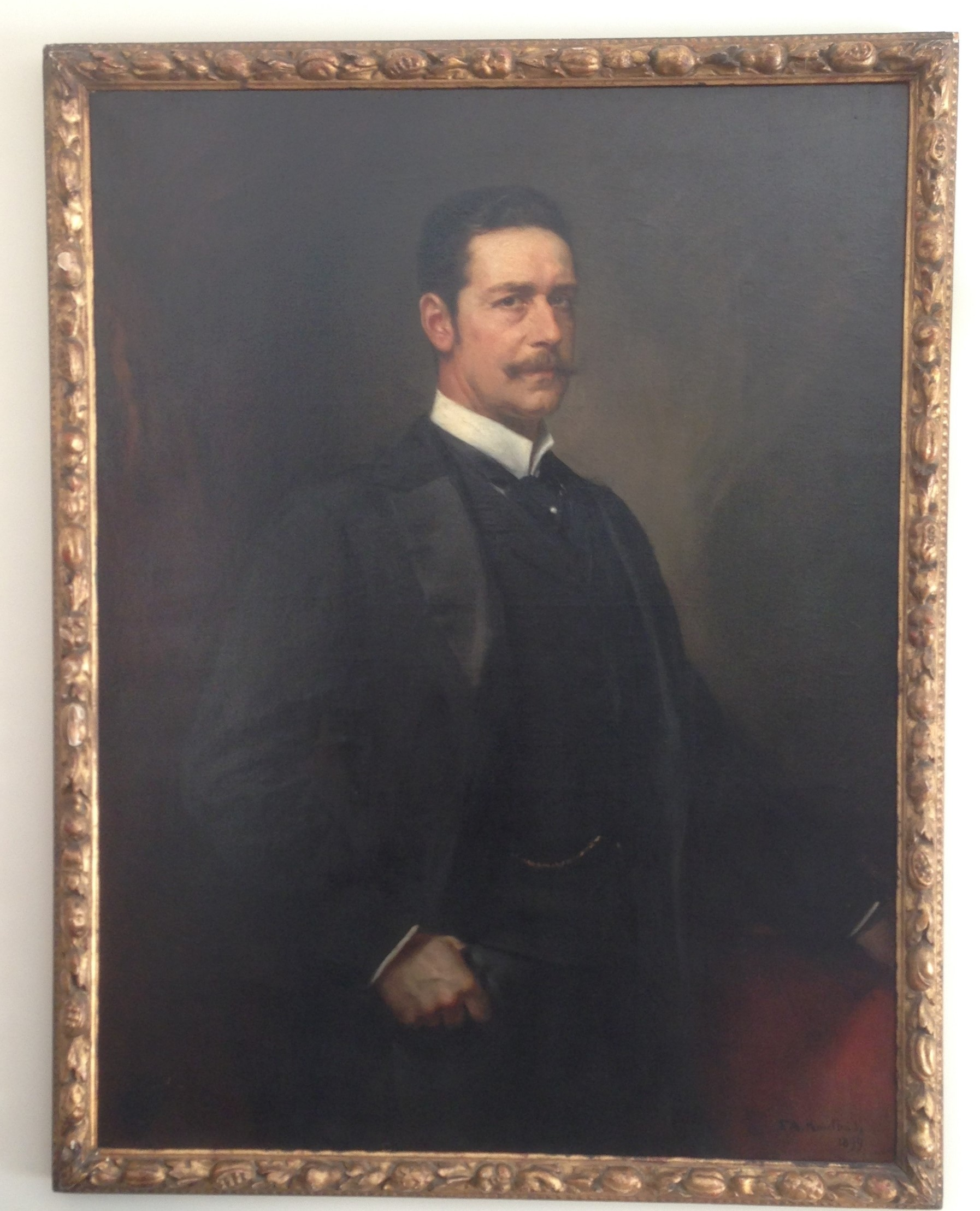
Maximilian von Heyl, gemalt von Friedrich August von Kaulbach

Maximilian Heyl, seit 1886 Freiherr Heyl zu Herrnsheim (* 23. August 1844 in Worms; † 26. Februar 1925 in Darmstadt) war ein deutscher Unternehmer und Mäzen. 

## Leben
Der aus der geadelten Fabrikantenfamilie Heyl zu Herrnsheim stammende Maximilian war wie sein älterer Bruder Cornelius Wilhelm durch die Wormser Lederindustrie zu einem großen Vermögen gelangt, nämlich als Teilhaber an den „Heylschen Lederwerken“. Er nahm 1870/71 am Krieg gegen Frankreich teil. 1886 wurden er und sein Bruder in den hessischen Adel aufgenommen und in den Freiherrnstand erhoben. Zuletzt stand er als Generalleutnant à la suite. Verheiratet war er seit 1871 mit Doris Stein.
In seiner Heimatstadt Worms und in Darmstadt werden ihm als Sammler älterer Kunst (siehe z. B. die Aphrodite Heyl) sowie als Förderer von Künstlern der Moderne große Verdienste zugeschrieben. So förderte er wiederholt das 1879 durch den örtlichen Altertumsverein gegründete Museum der Stadt Worms durch Stiftungen und hatte schon vorher für die Renovierung und Innenausstattung der Kirche St. Paulus gesorgt, in der seitdem das Museum untergebracht war. Im Juni 1924 schenkte er eine Sammlung von Werken Arnold Böcklins der Stadt Darmstadt, wofür ihm am 17. Juli 1924 die Ehrenbürgerschaft verliehen wurde. Die Sammlung wurde dem Hessischen Landesmuseum Darmstadt als Leihgabe überlassen. Als sich abzeichnete, dass in der Pauluskirche ein Dominikanerkloster entstehen sollte, vermachte er in seinem Testament dem städtischen Museum finanzielle Mittel zum Erwerb des ehemaligen Andreasstifts, das einige Jahre nach seinem Tod tatsächlich Heimat des Museums wurde.
Er gehörte dem ersten Denkmalrat an, der aufgrund des 1902 im Großherzogtum Hessen erlassenen neuen Denkmalschutzgesetzes, des ersten modernen Denkmalschutzgesetzes in Deutschland, zusammentrat.
Maximilian Heyl starb am 26. Februar 1925 in Darmstadt. Sein Leichnam wurde am frühen Morgen des 28. Februar desselben Jahres nach Worms überführt, wo er um 11 Uhr im Rahmen einer kleinen Trauerfeier in der Gottliebenkapelle beigesetzt wurde.